# Різдво у Бельгії

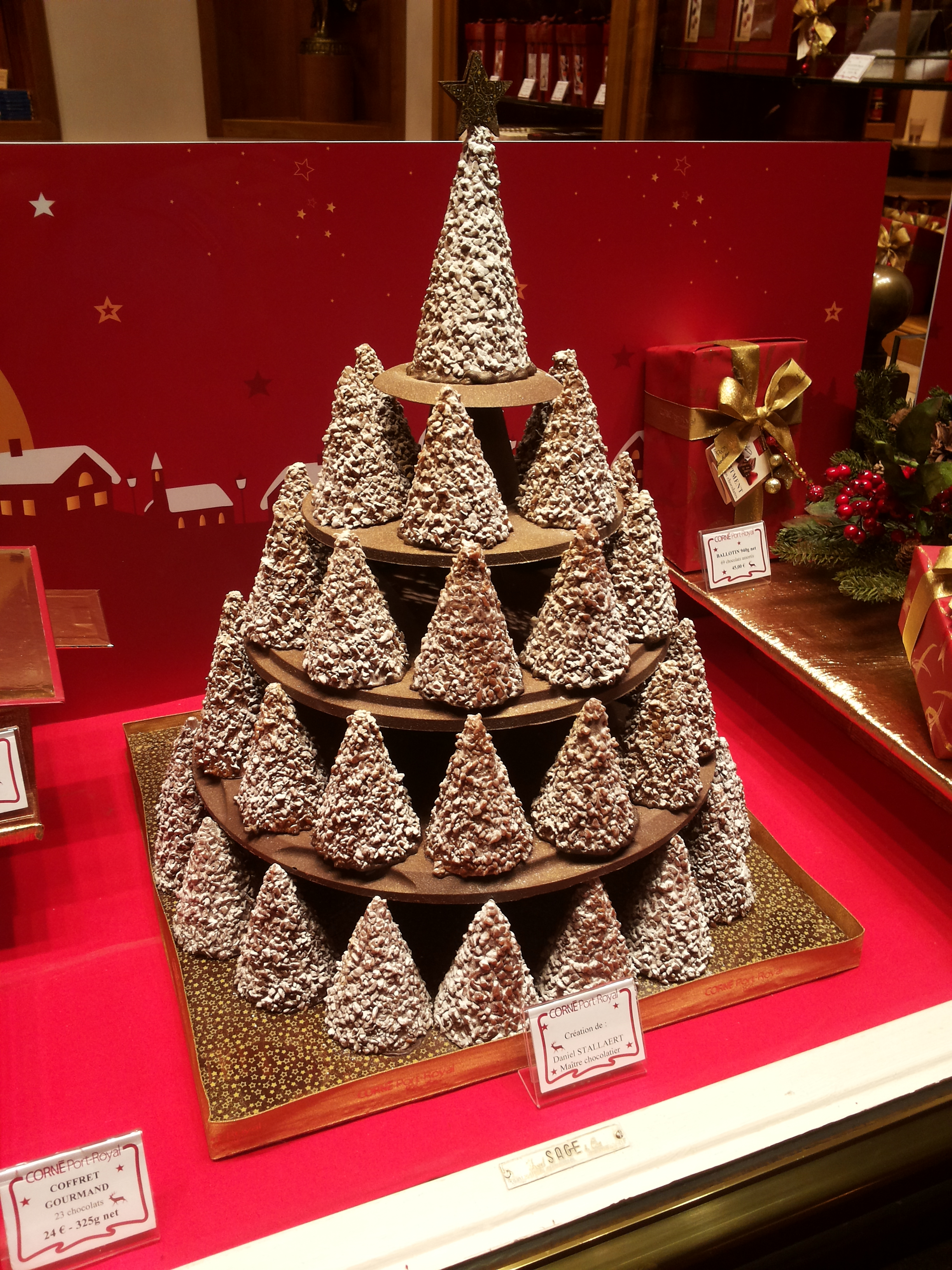
Шоколадна ялинка у Брюсселі

Різдво в Бельгії характеризується тим, що у дітей є два дарувальники різдвяних подарунків, Сінтерклаас, який приходить 6 грудня, і звичайний Санта-Клаус.
Тижні перед Різдвом характеризуються різдвяними покупками. У школах проводяться різдвяні вечори. На різдвяних вечірках у школах заведено купувати невеликий подарунок, який може бути для всіх. Гра проводиться з роздачею подарунків. Дуже популярний спосіб — увімкнути музику і передати посилку всім, хто сидить у колі. Коли музика зупиняється, подарунок залишається в того, хто тримає посилку.
Під час Різдва багато людей ходять до церкви.
Напередодні Різдва люди зазвичай святкують у колі близьких родичів, намагаючись, щоб свято було невеликим і затишним. Основна їжа з'їдається на Святвечір. Ви можете почати вечір з легких закусок, таких як чипси, мініпіци й т.д., або з першої страви, наприклад, супу. На другу страву популярними стравами є дичина або морепродукти, але також популярні індичка або курка. Але що б у вас не було, завжди є картопляні крокети! Дуже популярним десертом є торт-морозиво.
У сам день Різдва люди відвідують друзів або далеких родичів.
На Новий рік теж влаштовують великі свята, а на Водохреща діти вдягаються в костюми Трьох Волхвів і співають пісні. Той, хто відчиняє двері, зазвичай дає дітям гроші.і